# Mortonagrion varralli
Mortonagrion varralli – gatunek ważki z rodziny łątkowatych (Coenagrionidae).